# Neyron
Neyron település Franciaországban, Ain megyében. Lakosainak száma 2479 fő (2022. január 1.). Neyron Miribel, Vaulx-en-Velin és Rillieux-la-Pape községekkel határos.

## Népesség
A település népességének változása:
| Lakosok száma | 1032 | 1326 | 1723 | 2278 | 2497 | 2487 | 2527 | 2569 | 2596 | 2479 |
|               | 1968 | 1982 | 1990 | 2006 | 2013 | 2015 | 2017 | 2019 | 2020 | 2022 |